# SN 2000du
SN 2000du – supernowa typu II odkryta 14 października 2000 roku w galaktyce UGC 3920. W momencie odkrycia miała maksymalną jasność 17,80m.